# Medicago sect. Lupularia
Lupulária — секция в составе рода бобовых цветковых растений Люцерна (Medicago).

## Морфологические признаки

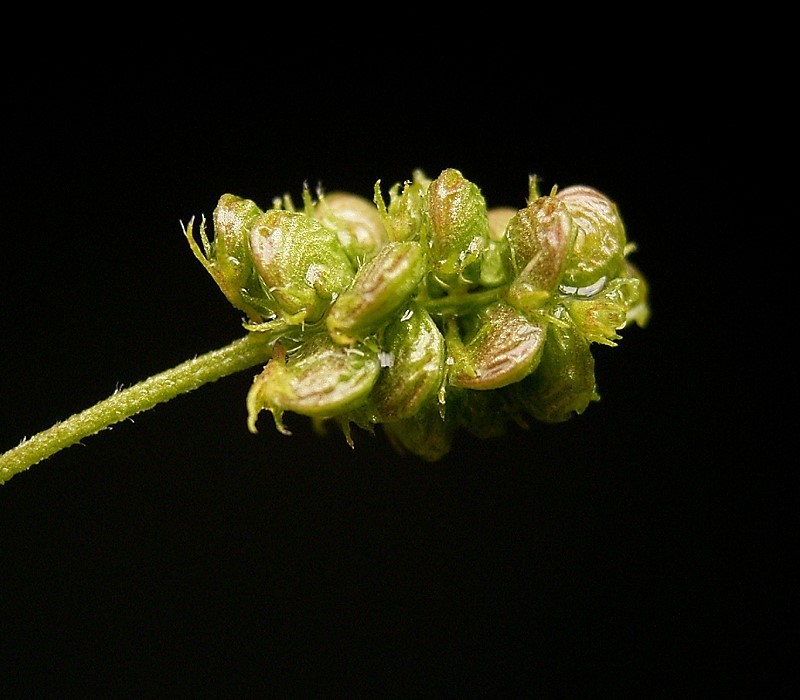
Плоды люцерны хмелевидной

Как правило, однолетние растения, иногда способные перезимовывать и возобновлять рост в течение двух и более лет, в той или иной мере опушённые, распростёртые по земле на 10—60 см.
Листья с тремя листочками, каждый из которых обратнояйцевидной, почти округлой или ромбовидной формы, ближе к концу с зубчатым краем. Прилистники эллиптические, цельные или зубчатые.
Цветки мелкие, собраны в густую кисть.
Плод — нераскрывающийся односемянный орешек (редуцированный боб) 1,5—2,5 мм длиной, почковидной формы, с закрученным концом, жёлтого цвета, с сетчато-жилковатой волосистой или железистой поверхностью. Семена гладкие. Зародышевый корешок занимает ½—⅔ длины семени.

## Распространение
Люцерна хмелевидная распространена в Европе, Северной Африке и Азии, Medicago secundiflora обладает более узким ареалом в Алжире, Марокко и Тунисе.

## Таксономия и систематика
Секция объединяет два вида, морфологически близких друг другу и отличных от всех остальных видов люцерны. Морфология соцветия и плодов близка таковой у родов Trigonella и Melilotus. По мнению К. Хейн (1963) и Ж.-П. Симона (1969), эта группа представляет собой промежуточное звено между Medicago и Melilotus. По Е. Н. Синской (1950) и Дж. Ингему (1979), возможно её выделение в качестве самостоятельного рода.
Филогенетических подтверждений близкого родства этих двух видов в настоящее время нет, в разных работах они сближаются с различными видами, по морфологическим характеристикам относимым к секции Spirocarpos Ser., 1825. Предполагается, что односемянный характер плода у этих видов является не апоморфией, а результатом конвергентной эволюции.

### Синонимы
- Lupularia (Ser.) Opiz, 1852
- Lupulina Noulet, 1837
- Medicago sect. Lupulina (Noulet) Gren. & Godr., 1848
- Medicago subg. Lupularia (Ser.) Grossh., 1945
- Medicago subsect. Lupularia (Ser.) E.Small, 2011
- Medicula Medik., 1787

### Виды
- Medicago lupulina L., 1753 typus — Люцерна хмелевидная
- Medicago secundiflora Durieu, 1845